# Minh Sơn, Đô Lương
Minh Sơn là một xã thuộc huyện Đô Lương, tỉnh Nghệ An, Việt Nam.
Xã Minh Sơn có diện tích 7,15 km², dân số năm 1999 là 7153 người, mật độ dân số đạt 1000 người/km².
Xã Minh Sơn được phong tặng là xã anh hùng ngày 15/8/2003